# Государственная пограничная служба Азербайджана
Государственная пограничная служба Азербайджанской Республики (ГПС) (азерб. Azərbaycan Respublikası Dövlət Sərhəd Xidməti (DSX)) — государственная военная организация, основной задачей которой является охрана государственной границы Азербайджанской Республики.
Указом Президента Азербайджанской Республики — Гейдара Алиева от 31 июля 2002 года были заложены основы Государственной пограничной службы Азербайджана. Фундаментом Погранслужбы являлось Управление погранвойсками — государственная структура, отделённая от Министерства национальной безопасности Азербайджанской Республики.
В апреле 2012 года был запущен официальный сайт Государственной пограничной службы Азербайджанской Республики. Сайт содержит информацию об истории учреждения и самой структуры (охрана азербайджанских границ до 1918 года, во времена существования Азербайджанской Демократической Республики и Азербайджанской ССР, защита границ после обретения независимости Азербайджана), руководстве Госпогранслужбы, объявления и пр..
Возглавляет ГПС генерал-полковник Эльчин Гулиев.
Ежегодно, начиная с 2000 года, 18 августа отмечается День пограничника Азербайджанской Республики, поскольку 18 августа 1919 года парламентом Азербайджана был закон «Об охране государственной границы Азербайджанской Республики» и закон «Об учреждении пограничной охраны Азербайджанской Республики в таможенном отношении».

## История создания ГПС Азербайджана
Указом № 823 Президента АР Гейдара Алиева 12 декабря 2002 года был утверждён Устав пограничной службы Азербайджана. Позже в указ были внесены изменения президентом Республики Азербайджан Ильхамом Алиевым. Изменения коснулись прав назначения на должности. Первый заместитель начальника службы и другие должности стали назначаться или же отстраняться Президентом по предложению начальника пограничных войск. Должность командующего пограничными войсками была упразднена. Его функции перешли к начальнику Государственной пограничной службы Азербайджана. Начальник службы по праву назначается и отстраняется от должности Президентом страны. Первый заместитель начальника службы и другие должности назначаются Президентом по предложению начальника пограничных войск.
Было также подписано распоряжение о назначении Эльчина Гулиева на должность начальника Государственной пограничной службы Республики.
18 февраля 2005 года была создана новая структура в составе Пограничной службы — Береговая охрана. Была принята государственная программа технического развития системы охраны государственных границ Азербайджанской Республики на 2006—2010 годы. В рамках данной программы 29 июня 2007 года началось строительство новой базы для Береговой охраны. 8 ноября 2008 года состоялось открытие базы.

## Общие сведения
Юридическая база законодательства о пограничных войсках включает в себя Конституцию, закон «О пограничных войсках», иные законодательные акты и международные договоры Азербайджанской Республики.
Закон Азербайджанской Республики «О пограничных войсках» был принят 6 января 1994 года.
Финансирование пограничных войск производится за счёт средств государственного бюджета Азербайджана.

## Задачи
Основными задачами Государственной пограничной службы Азербайджана являются охрана государственной границы республики, борьба с международным терроризмом, борьба с нелегальной миграцией и торговлей людьми, борьба с контрабандой, незаконным оборотом наркотиков, борьба с распространением компонентов оружия массового поражения, защита нефтегазодобывающих платформ и трубопроводов в азербайджанском секторе Каспийского моря.

## Структура
Основные подразделения непосредственной охраны Государственной границы — пограничная застава, подразделение пограничного контроля, пограничный корабль (катер), радиотехнический пост, пограничное воздушное судно, подразделение оперативно-розыскного органа, участковый уполномоченный пограничных войск.
В состав Государственной пограничной службы Азербайджана входит Береговая охрана Азербайджана.

## Права и обязанности пограничных войск

### Обязанности пограничных войск
- охрана Государственной границы;
- пресечение любых попыток нелегального изменения Государственной границы;
- отражение реальных и потенциальных угроз на государственной границе Азербайджанской Республики, охрана населения, собственности в приграничной зоне от подобных действий;
- пресечение незаконного перехода через Государственную границу лиц и транспортных средств;
- осуществление пропуска через Государственную границу при наличии оформленных в надлежащем порядке документов лиц, транспортных средств, грузов и иного имущества в установленных пунктах;
- пресечение провоза через государственную границу Азербайджанской Республики наркотических средств, психотропных веществ и их прекурсоров, сильно воздействующих, ядовитых, отравляющих, радиоактивных, взрывчатых веществ и устройств, военной техники, огнестрельного оружия и боеприпасов, материалов и оборудования, которые могут быть использованы при изготовлении ядерного, химического, биологического и иного оружия массового уничтожения, в том числе иных предметов, предусмотренных законодательством, а также имущества вне пропускных пунктов через государственную границу Азербайджанской Республики;
- обеспечение в пределах своей компетенции соблюдения установленных законом режима Государственной границы, пограничного режима (в том числе в пограничных водах) и режима в пунктах пропуска через Государственную границу;
- осуществление оперативно-розыскной, разведывательной и контрразведывательной деятельности, связанной с охраной Государственной границы Азербайджанской Республики, ведение следствия по уголовным делам, осуществление производства по делам об административных проступках;
- осуществление контроля над соблюдением установленного режима военными кораблями и невоенными судами во время их плавания или пребывания в территориальных и внутренних пограничных водах Азербайджанской Республики;
- оказание необходимой помощи в районах службы специально уполномоченным государственным органам Азербайджанской Республики в деле контроля над охраной природных ресурсов, соблюдением правил охоты и охране природной среды от загрязнения.
- оказание содействия силам противовоздушной обороны и военно-морским силам, государственным органам, осуществляющим специальный контроль на Государственной границе в выполнении задач по охране Государственной границы;
- взаимодействие с государственными органами, предприятиями, учреждениями и организациями в деле охраны Государственной границы и координация их действий;
- оказание помощи другим силам, обеспечивающим безопасность Азербайджанской Республики в выполнении задач по охране Государственной границы, защите жизненно важных интересов личности, общества и государства на Государственной границе от внешних и внутренних угроз.

### Права пограничных войск
- беспрепятственное передвижение при исполнении служебных обязанностей на территории пограничных районов, произведение досмотра документов, транспортных средств, перевозимых на них грузов и иного имущества;
- планирование в пределах полномочий оперативно-розыскных, разведывательных и контрразведывательных мероприятий, связанных с охраной государственной границы Азербайджанской Республики, осуществление их и решение связанных с этим вопросов;
- проверка у лиц, следующих через Государственную границу, документы на право въезда в Азербайджанскую Республику или выезда из Азербайджанской Республики, фиксация соответствующих отметок, а при необходимости временная задержка этих документов;
- осуществление в установленном порядке самостоятельного или совместного с таможенными учреждениями досмотра грузов и иного имущества лиц, следующих через государственную границу, в необходимых случаях их задержка для проверки и изъятие в установленном законом порядке;
- с учётом обстоятельств и характера допущенного правонарушения решение вопроса о пропуске в Азербайджанскую Республику или из Азербайджанской Республики лиц, пытавшихся провести через Государственную границу материалы, предметы и документы, запрещенные к ввозу в Азербайджанскую Республику или вывозу из Азербайджанской Республики, а также контрабанду;
- произведение в установленном порядке досмотра иностранных и принадлежащих Азербайджанской Республике транспортных средств, следующих через Государственную границу, и перевозимых ими грузов;
- в необходимых случаях сопровождение транспортных средств пограничными отрядами;
- определение совместно с заинтересованными предприятиями, учреждениями и организациями мест и продолжительности остановок (стоянок) в пунктах пропуска через Государственную границу транспортных средств заграничного следования;
- не допуск схода на берег и пребывания на берегу членов экипажей и других лиц, находящихся на иностранных судах, допустивших правонарушения при плавании и пребывании в территориальных и внутренних пограничных водах Азербайджанской Республики, а также во время стоянки судов в портах Азербайджанской Республики;
- ограничение в случаях, вызванных обстановкой, производства различных работ в пограничной полосе, за исключением работ на стройках, осуществляемых в соответствии с международными и межгосударственными договорами Азербайджанской Республики, работ на стройках общегосударственного и оборонного значения, мероприятий, связанных со стихийными бедствиями и особо опасными инфекционными болезнями;
- при отражении нападений на территорию Азербайджанской Республики, пресечении различных провокаций на Государственной границе, при поиске и задержании нарушителей Государственной границы, а также в других необходимых случаях, вызванных обстановкой, использование средств электричества, связи и транспортные средства предприятий, учреждений, организаций, независимо от формы собственности (кроме средств, принадлежащих дипломатическим и другим представительствам иностранных государств, международным организациям), в том числе — транспортные средства, принадлежащие общественным объединениям и гражданам;
- требование от граждан и должностных лиц соблюдения общественного порядка; пресечение правонарушения и других действий, препятствующих исполнению их обязанностей;
- при выполнении мероприятий, связанных с поиском и задержанием нарушителей Государственной границы в пограничных районах, преследованием их на территории республики, вход на территорию и в здания предприятий, учреждений и организаций, независимо от форм собственности (кроме тех, которые обладают дипломатической неприкосновенностью) в порядке, установленном законодательством;
- в целях осуществления мероприятий, связанных с поиском и задержанием нарушителей Государственной границы на территории пограничных районов, временное приостановление или ограничение движения транспортных средств и пешеходов на улицах и на дорогах за пределами населенных пунктов;
- безвозмездная добыча необходимой для исполнения своих служебных обязанностей информации от предприятий, учреждений и организаций (кроме тех, которые обладают дипломатической неприкосновенностью), независимо от форм собственности (кроме случаев, когда существуют другие правила получения подобной информации, установленные законом);
- поощрение граждан, отличившихся в охране Государственной границы Азербайджанской Республики;
- осуществление других мер по охране Государственной границы в соответствии с законами Азербайджанской Республики, межгосударственными договорами, а также общепринятыми принципами и нормами международного права.

## Деятельность ГПС
В сентябре 2009 года пограничная служба Азербайджанской Республики проводила оперативно-тактические учения. В учениях, помимо Береговой охраны, приняли участие также авиация, Силы быстрого реагирования, Лянкяранский, Худатский, Шамкирский пограничные отряды и другие подразделения Госпогранслужбы страны. Были задействованы вертолёты, сторожевые корабли, катера, подводные средства, артиллерийские установки и т. д. при участии приблизительно двух тысяч военнослужащих.
В рамках «Государственной программы технического развития системы государственной пограничной защиты Азербайджанской Республики», от 27 декабря 2005 года в посёлке Туркян было завершено строительство новой базы Береговой охраны ГПС, авиационных баз, Спортивно-олимпийского центра «Пограничник», воинской части в поселке Шувеляны, центра отдыха под названием «Пограничник», жилого комплекса в городе Худат, гарнизонов пограничных войск в Горадизе, Шеки, Закатале, Шамкире и Гейтепе, дивизиона сторожевых катеров в районе Астара, полигона в районе Хызы, конно-спортивного центра в поселке Новханы, комплекса складов в посёлке Сангачал, а также пограничной комендатуры и комплексов застав.
В общем счёте на государственной границе было построено около 589 зданий. Оперативно-тактические учения проводятся ежегодно, начиная с 2004 года.
10 августа 2010 года в Баку состоялась церемония открытия Академии Государственной пограничной службы. Распоряжение о создании Академии ГПС было подписано президентом Азербайджана 12 июня 2007 года.
11 сентября 2013 года, на основании распоряжения Президента Азербайджанской Республики была утверждена «Стратегия морской безопасности Азербайджанской Республики». Началось строительство нового «Судостроительного и судоремонтного центра» Береговой охраны пограничной службы. На церемонии открытия центра присутствовал Верховный главнокомандующий ВС, президент Азербайджана Ильхам Алиев.
В 2014 году в 4 км от посёлка Тюркан, на южном берегу полуострова Апшерон, было построено два противоволновых сооружения (западный и восточный), которые состоят из конструкции эстакадного типа.
На протяжении 2015—2017 годов всего было построено 10 сторожевых кораблей. На данный момент в Судостроительном центре продолжается закладка новых сторожевых кораблей с целью обеспечения охраны морских границ Азербайджанской Республики.
В декабре 2015 года была проведена сдача в эксплуатацию комплекса пограничной заставы «Самур» в районе Худата. Приняли участие глава ГПС — Эльчин Гулиев, глава Государственного таможенного комитета Азербайджана — Айдын Алиев, глава «AzerSun Holding» — Абдулбари Гёзал, представители Пограничной службы Российской Федерации.
Пограничная служба приняла участие также в тушении лесных пожаров летом в заповеднике Боржоми-Харагульск в Республике Грузия, выслав на помощь два вертолёта.
В декабре 2018 года по приказу Верховного главнокомандующего президента Азербайджана Ильхама Алиева пограничные войска Государственной пограничной службы заняли боевые позиции и объекты на участке государственной границы с Арменией, проходящей по территории Газахского и Агстафинского районов, сменив прикрывавшие границу подразделения министерства обороны. В настоящий момент охрану и оборону этого участка границы осуществляют подразделения Отдельной пограничной дивизии «Газах» погранвойск ГПС.
15 июня 2019 года в честь 26-й годовщины Дня национального спасения Государственная пограничная служба Азербайджана организовала шествие с флагом Азербайджана длиною 5 км 100 метров. Более 5000 пограничников пронесли Флаг Азербайджана на своих плечах.
Осенью 2020 года в ходе вооружённого конфликта в Нагорном Карабахе при участии Государственной пограничной службы Азербайджан занял нескольких населённых пунктов на территории Джебраильского района.

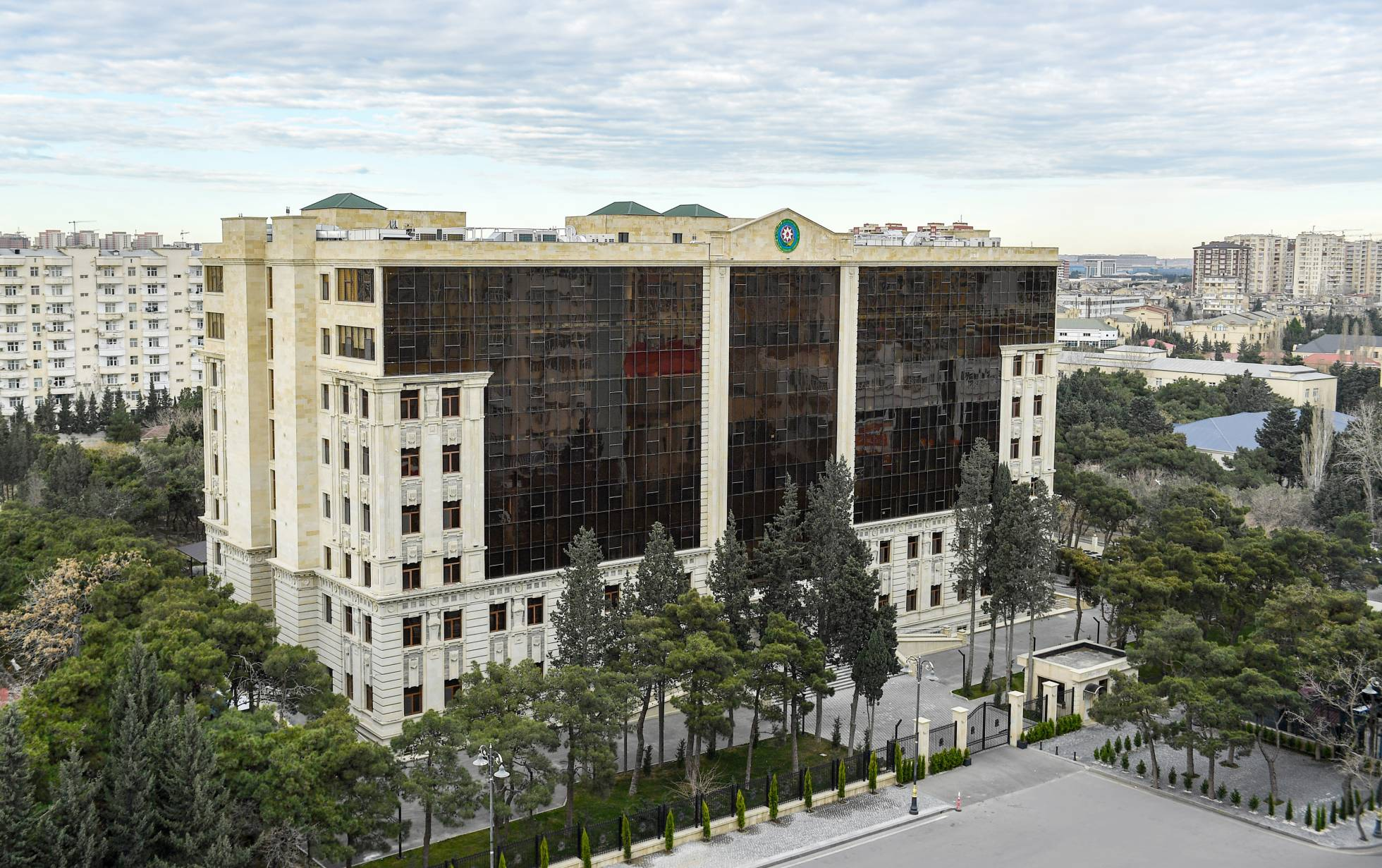
Госпиталь Государственной пограничной службы Азербайджана

## Инфраструктура
15 января 2024 года открыт военный госпитальный комплекс Государственной пограничной службы в Баку. Площадь госпиталя составляет 24 760 м2. Госпиталь рассчитан на 240 коек. При госпиталей действует круглосуточный центр срочной медицинской помощи.

## Специальная школа ГПС
Специальная школа Государственной пограничной службы находится в посёлке Мардакян Хазарского района города Баку. Она была реконструирована по предложению Фонда Гейдара Алиева в 2011 году. 18 октября этого же года, состоялось торжественное открытие Специальной школы пограничной службы.
Общая площадь территории нового корпуса школы — 11 000 квадратных метров.

## Техника
| Тип               | Страна изготовления | Тип                   | Изображения | Количество |
| ----------------- | ------------------- | --------------------- | ----------- | ---------- |
| БМП-2             | СССР                | Боевая машина пехоты  |             | 168        |
| БМП-1             | СССР                | Боевая машина пехоты  |             | 168        |
| БТР-80            | СССР                | Бронетранспортёр      |             | 19         |
| БТР-70            | СССР                | Бронетранспортёр      |             | 19         |
| БТР-60            | СССР                | Бронетранспортёр      |             | 19         |
| Otokar Cobra      | Турция              | Бронемашина           |             | 100+       |
| T-122 SAKARYA     | Турция              | 122-мм РСЗО           |             | 3          |
| Mercedes-Benz 460 | Турция              | Патрульный автомобиль |             | Неизвестно |

### Воздушный транспорт

#### Пункты базирования
| Место расположения | Координаты                       | Номер полка и/или обозначение авиабазы | ВПП (длина, покрытие) | Обозначение формирования или части | Вооружение и оснащение |
| ------------------ | -------------------------------- | -------------------------------------- | --------------------- | ---------------------------------- | ---------------------- |
| Сангачал           | 40°07′47″ с. ш. 049°27′07″ в. д. | АБ Сангачал                            | 2000 м, бетон         |                                    |                        |

| Самолет          | Страна изготовления | Тип                           | Изображения | Модификация | Количество                                                 |          |
| Самолеты         | Самолеты            | Самолеты                      | Самолеты    | Самолеты    | Самолеты                                                   | Самолеты |
| ---------------- | ------------------- | ----------------------------- | ----------- | ----------- | ---------------------------------------------------------- | -------- |
| Ан-2             | Украина             | Лёгкий транспортный самолёт   |             | 40          | модифицированные для использования в качестве ложных целей |          |
| Вертолёты        |                     |                               |             |             |                                                            |          |
| Ми-17            | Россия              | Транспортный вертолёт         |             | Ми-17-1B    | Неизвестно                                                 |          |
| Ми-35            | Россия              | Ударный многоцелевой вертолёт |             | Ми-35М      | 24                                                         |          |
| БПЛА             |                     |                               |             |             |                                                            |          |
| Elbit Hermes 450 | Израиль             | Ударный и разведывательный    |             | 4+          |                                                            |          |
| Elbit Hermes 900 | Израиль             | Разведывательный              |             | 3+          |                                                            |          |
| Skystriker       | Израиль             | Барражирующий боеприпас       |             | 100         | На 2019 год                                                |          |
| IAI Harop        | Израиль             | Барражирующий боеприпас       |             | 50          | На 2019 год                                                |          |

## Сотрудничество
Государственная пограничная служба Азербайджана активно сотрудничает с погранпредставительствами органов пограничной охраны соседних государства — Россией, Грузией, Турцией, Ираном, Казахстаном, Туркменистаном. В рамках этого сотрудничества проводятся дву- и многосторонние встречи и конференции. С пограничными службами России и Казахстана проводятся совместные учения.
В рамках совместной работы по повышению безопасности воздушного пространства Азербайджана и морского пространства в Каспийском море Государственная пограничная служба Азербайджана проводит совместную работу с НАТО.
Пограничные войска АР не подчиняются Министерству обороны АР. Государственная пограничная служба Азербайджанской Республики подчиняются Президенту Азербайджанской Республики и выполняют непосредственно его приказы.
В период с 23 по 27 мая 2015 года с официальном визитом в Азербайджане пребывал Генеральный директор главного управления безопасности портов, границы и свободной зоны Верховного совета национальной безопасности Объединённых Арабских Эмиратов — Джасим Мухаммад аз-Зааби. Были обсуждены положительные черты сотрудничества, вопросы борьбы с международным терроризмом, нелегальной миграцией, транспортировкой наркотиков и др. преступлениями, обмен опытом и взаимные визиты. Джасим Мухаммад аз-Зааби посетил Управление береговой охраны, Академию ГПС и олимпийский спортивный центр «Сархадчи».
В 2017 году между начальником Государственной пограничной службы Азербайджана — Эльчином Гулиевым и председателем Государственного пограничного комитета Белоруссии — Анатолия Лаппо был подписан план взаимодействия на 2018—2019 годы. 8-11 августа этого же года, Анатолий Лаппо находился с рабочим визитом в столичном городе Баку.
В феврале 2017 года между Государственной Пограничной службой Азербайджанской Республики и Министерством внутренних дел Грузии был подписан меморандум о создании специального института пограничных комиссаров. Незадолго до этого, состоялась встреча начальника ГПС Азербайджана — Эльчина Гулиева с министром внутренних дел Грузии — Георгием Мгебришвили в столице Грузии — Тбилиси. Целью создания института является усиление контроля государственной границы и обеспечение двустороннего сотрудничества на будущее. Были обсуждены проекты реабилитации погранично-пропускных пунктов на границе Азербайджан-Грузия, усовершенствование боевой техники, а также обучение кадров и специалистов служб.
В декабре 2017 года в столице Исламской Республики Иран — Тегеран состоялся саммит Х совместного пограничного заседания Ирана и Азербайджана. Командующий пограничной охраны Полиции Ирана — генерал Гасем Резаи отметил важность двустороннего сотрудничества в области охраны государственной границы.
22 февраля 2018 года состоялась торжественная церемония установления I пограничного знака на государственной границе между Азербайджанской Республикой и Российской Федерацией на территории села Зухул района Гусар. На церемонии приняли участие делегации ГПС Азербайджанской Республики и Пограничного управления Федеральной службы безопасности Российской Федерации, члены госкомиссий по делимитации и демаркации государственной границы между Азербайджанской Республикой и Российской Федерацией. Азербайджано-российская граница была впервые установлена ещё в 1996 году. В сентябре 2010 года был подписан договор на междгосударственном уровне «О государственной границе между Азербайджанской Республикой и Российской Федерацией». Данный договор вступил в силу спустя год, 18 июля 2011 года.

## Галерея

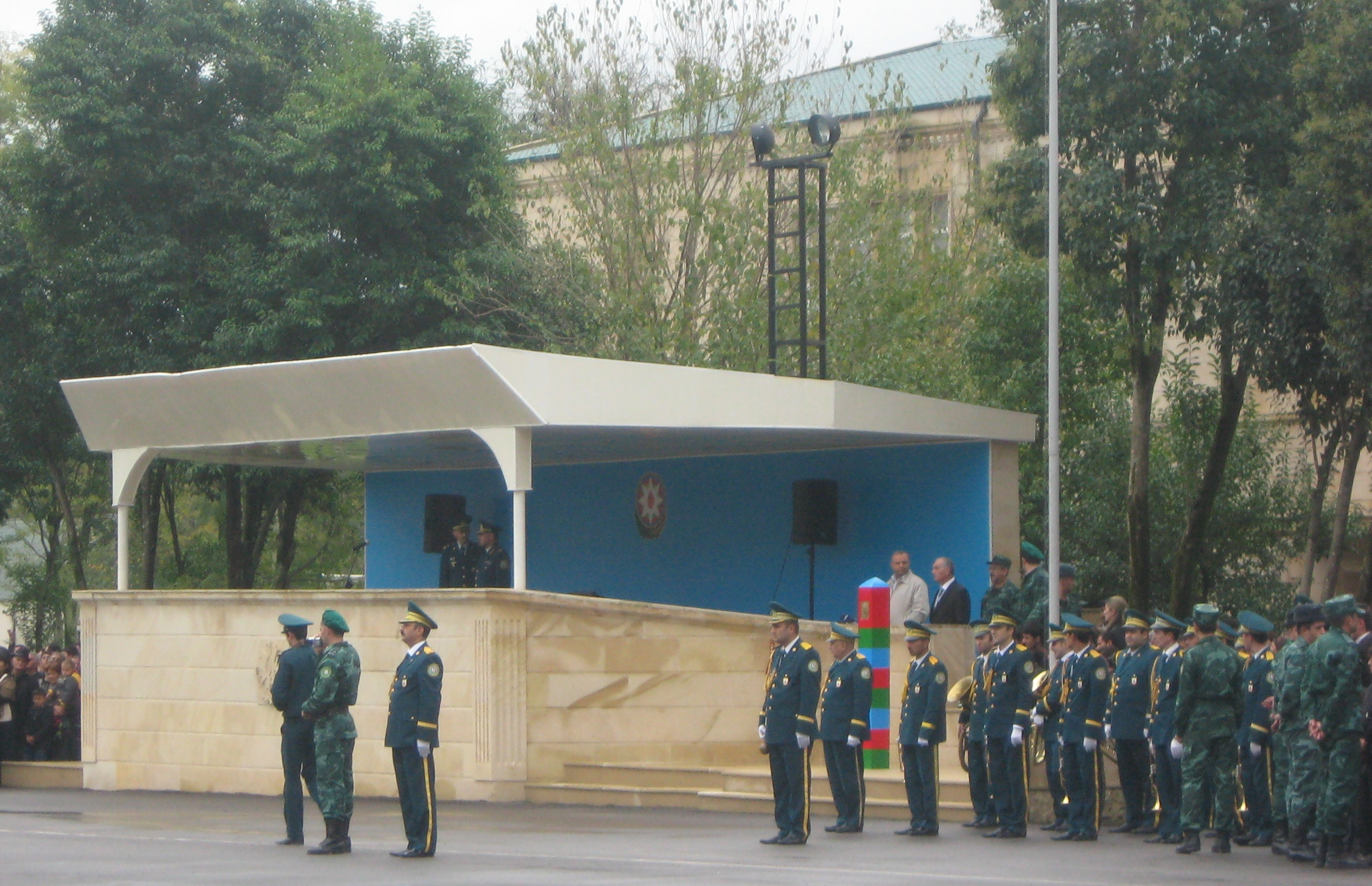
Зам. начальника ГПС генерал-майор М. Аббаскулиев на военной присяге пограничников в Гёйтепе
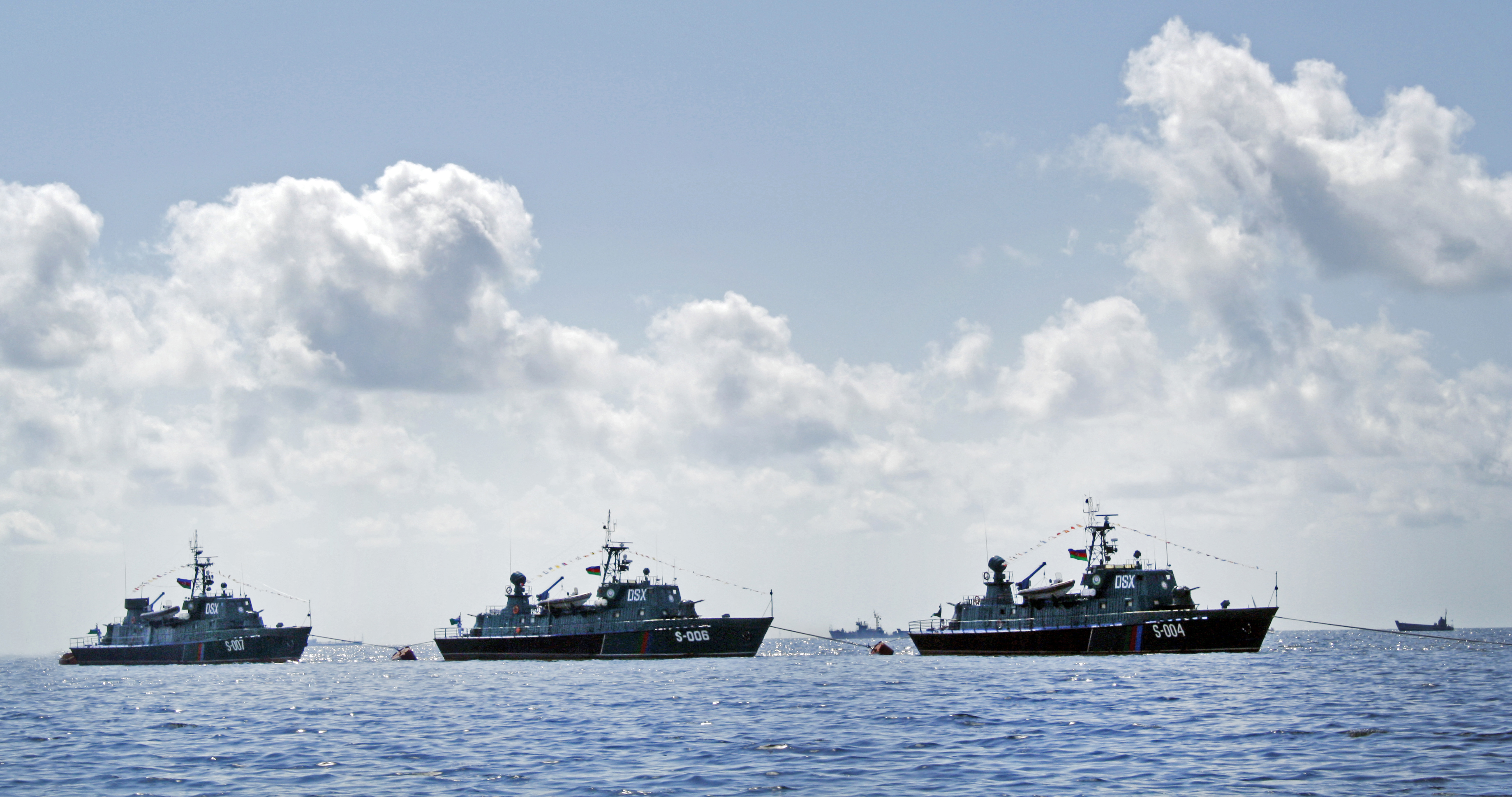
Морские силы Погранвойск Азербайджана во время парада 26 июня 2011 года